# (779) Nina
Pour les articles homonymes, voir Nina.

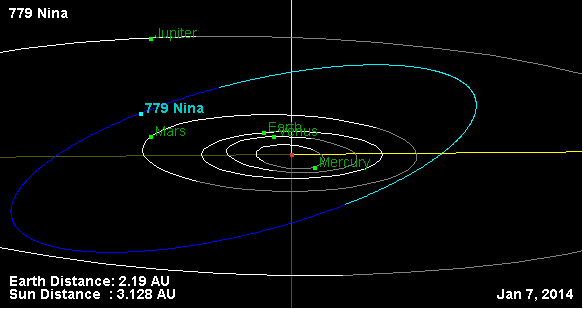
Ce diagramme illustre l'orbite de l'astéroïde de la ceinture principale 779 Nina.

(779) Nina est un astéroïde de la ceinture principale découvert le 25 janvier 1914 par l'astronome russe Grigoriy Neujmin. Sa désignation provisoire était 1914 UB. En 2018 on lui a découvert une activité cométaire.